# Mexas

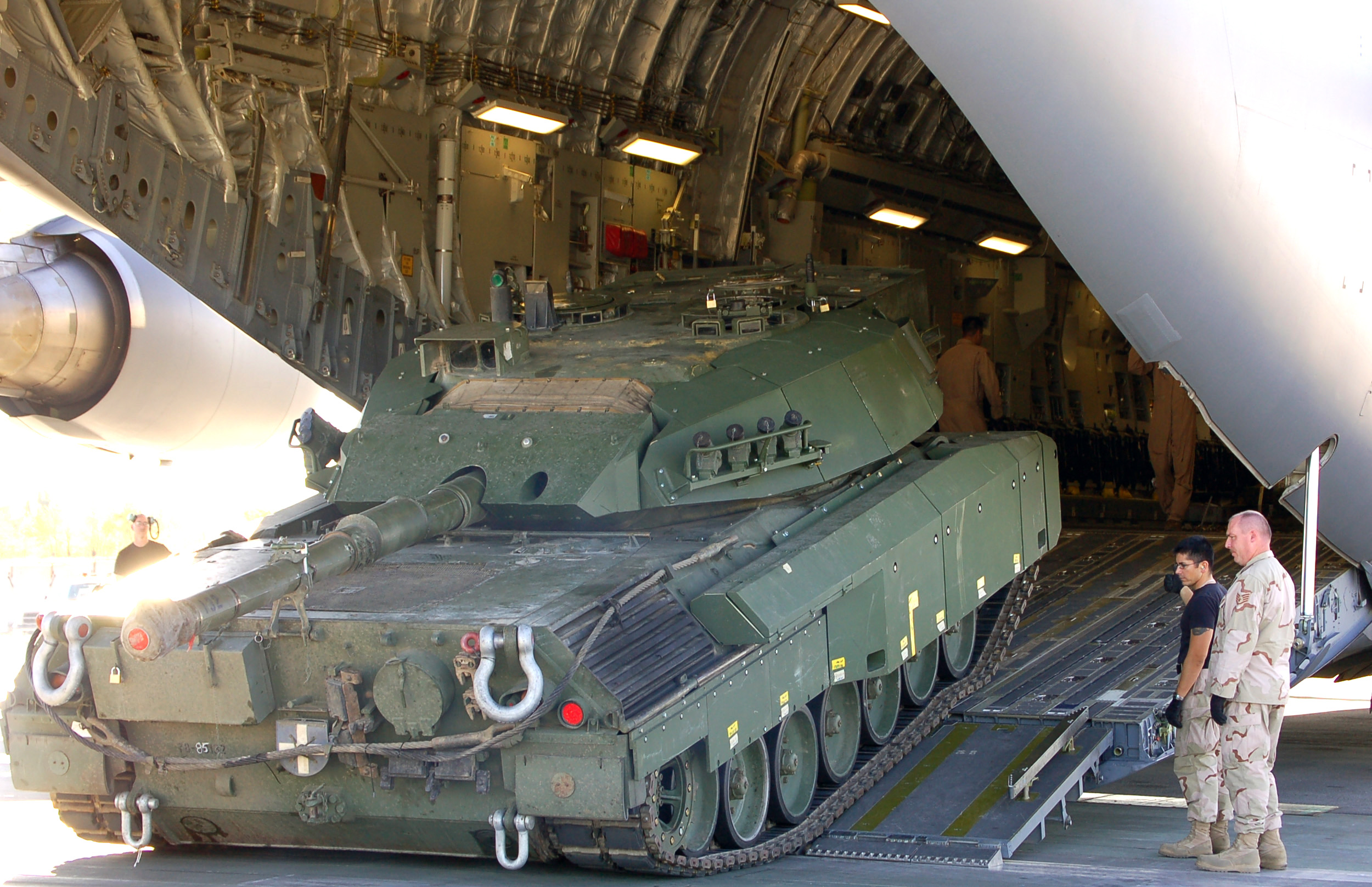
Kanadischer Leopard C2 (Leopard 1) Panzer mit MEXAS-M Zusatzpanzerung

MEXAS (Modular Expandable Armor System) ist eine von IBD Deisenroth Engineering (Ingenieurbüro Deisenroth) entwickelte Verbundpanzerung. MEXAS wurde 1994 vorgestellt.

## Aufbau und Wirkung
Sie besteht aus einer Keramikschicht, die auf Kevlar- bzw. Dyneema-Gewebe aufgeklebt ist. Die Keramikplatte fragmentiert das Geschoss, anschließend werden die Fragmente vom Kevlargewebe aufgefangen. Diese Art der Panzerung erreicht bei gleichem Gewicht das doppelte Schutzniveau einer Panzerstahlplatte.

## Verwendung
Viele moderne Gefechtsfahrzeuge verwenden die MEXAS-Verbundpanzerung. Unter anderem sind folgende Fahrzeuge mit MEXAS ausgestattet oder nachgerüstet worden: Leopard 2 (Strv 122), ATF Dingo, Spähwagen Fennek, ULAN, Stryker, Piranha IV sowie die Panzerhaubitze 2000.
Auch ältere Gefechtsfahrzeuge wie der M113 oder der TPz Fuchs wurden nachträglich mit MEXAS aufgerüstet, um die Überlebensfähigkeit zu erhöhen. So wurden für den Einsatz in Afghanistan kanadische Leopard-1-Panzer mit MEXAS aufgerüstet. Verwendet wurde dabei MEXAS-M, wobei M für medium steht und die mittlere Schutzklasse bezeichnet.
Das Nachfolgeprodukt von MEXAS ist AMAP (Advanced Modular Armour Protection), das in der neuesten Generation von Gefechtsfahrzeugen wie dem Schützenpanzer Puma und dem Transportfahrzeug Boxer verwendet wird und modular an verschiedene Situationen angepasst werden kann.